# Stenalcidia quisquilaria
Stenalcidia quisquilaria là một loài bướm đêm trong họ Geometridae.